# PAPARAZZI (소녀시대의 노래)
"Paparazzi'"는 대한민국의 걸 그룹 소녀시대의 네 번째 싱글이다. 이 싱글은 2012년 6월 27일 발매되었다.

## 프로모션
소녀시대는 2012년 6월 22일 《뮤직 스테이션》에 출연해 "Paparazzi"를 처음 선보였다. 7월 9일에는 후지TV의 HEY!HEY!HEY!Music champ에 출연했고, 7월 14일에는 Music Day에 출연했다.

## 트랙리스트
- 통상 CD 싱글 / 타입 A[1]

1. "Paparazzi"
2. "Paparazzi" (Instrumental)
3. "Paparazzi" (Music Video)

- 통상 CD 싱글 / 타입 B[2]

1. "Paparazzi"
2. "Paparazzi" (Instrumental)

- 스페셜 에디션[3]

1. "Paparazzi"
2. "Paparazzi" (Instrumental)
3. "Paparazzi" (Music Video)
4. "Paparazzi" (Music Video: close-up version)

## 차트
| 차트                                     | 최고순위 |
| ---------------------------------------- | -------- |
| 오리콘 데일리 싱글                       | 1        |
| 오리콘 위클리 싱글                       | 2        |
| 오리콘 먼들리 싱글                       | 7        |
| 오리콘 이얼리 싱글                       | —        |
| RIAJ 디지털 트랙 차트                    | 2        |
| 빌보드 재팬 어덜트 컨템포러리 에어플레이 | 5        |
| 빌보드 재팬 핫 싱글 세일즈               | 2        |
| 빌보드 재팬 핫 100                       | 1        |

### 판매량 및 인증
| 차트                  | 판매량          |
| --------------------- | --------------- |
| 오리콘 피지컬 싱글    | 128,211+        |
| RIAJ 피지컬 서핑 인증 | 골드 (100,000+) |